# Lijst van voetbalinterlands Burkina Faso - Oeganda
Deze lijst van voetbalinterlands is een overzicht van alle officiële voetbalwedstrijden tussen de nationale teams van Burkina Faso en Oeganda. De landen speelden tot op heden acht keer tegen elkaar. De eerste ontmoeting was een kwalificatiewedstrijd voor het Wereldkampioenschap voetbal 2006 op 4 september 2004 in Ouagadougou. Het laatste duel, een kwalificatiewedstrijd voor de Afrika Cup 2021, werd gespeeld in Entebbe op 24 maart 2021.

## Wedstrijden
| № | Plaats      | Datum            | Competitie                           | Wedstrijd              | Uitslag |
| - | ----------- | ---------------- | ------------------------------------ | ---------------------- | ------- |
| 1 | Ouagadougou | 4 september 2004 | WK 2006 kwalificatie                 | Burkina Faso − Oeganda | 2 − 0   |
| 2 | Kampala     | 8 oktober 2005   | WK 2006 kwalificatie                 | Oeganda − Burkina Faso | 2 − 2   |
| 3 | Kampala     | 29 augustus 2006 | Vriendschappelijk                    | Oeganda − Burkina Faso | 0 − 0   |
| 4 | Kaapstad    | 12 januari 2014  | African Championship of Nations 2014 | Oeganda − Burkina Faso | 2 − 1   |
| 5 | Ouagadougou | 26 maart 2016    | Afrika Cup 2017 kwalificatie         | Burkina Faso − Oeganda | 1 − 0   |
| 6 | Kampala     | 29 maart 2016    | Afrika Cup 2017 kwalificatie         | Oeganda − Burkina Faso | 0 − 0   |
| 7 | Ouagadougou | 13 november 2019 | Afrika Cup 2021 kwalificatie         | Burkina Faso − Oeganda | 0 − 0   |
| 8 | Entebbe     | 24 maart 2021    | Afrika Cup 2021 kwalificatie         | Oeganda − Burkina Faso | 0 − 0   |

## Samenvatting
| Competitie                      | Totaal gespeeld | Winst Burkina Faso | Gelijk | Winst Oeganda | Doelsaldo Burkina Faso – Oeganda |
| ------------------------------- | --------------- | ------------------ | ------ | ------------- | -------------------------------- |
| WK-kwalificatie                 | 2               | 1                  | 1      | 0             | 4 − 2                            |
| Afrika Cup-kwalificatie         | 4               | 1                  | 3      | 0             | 1 − 0                            |
| African Championship of Nations | 1               | 0                  | 0      | 1             | 1 − 2                            |
| Vriendschappelijk               | 1               | 0                  | 1      | 0             | 0 − 0                            |
| Totaal                          | 8               | 2                  | 5      | 1             | 6 − 4                            |

Wedstrijden bepaald door strafschoppen worden, in lijn met de FIFA, als een gelijkspel gerekend.